# Eclytus rubridorsum
Eclytus rubridorsum là một loài tò vò trong họ Ichneumonidae.